# 川越一
川越 一（かわごし はじめ、1946年1月30日 -　）は、日本の実業家。ロイヤルホテル代表取締役社長を務めた。

## 経歴
1946年、母の実家のある岩手県盛岡市で生まれ、転居により阪神間（尼崎市）で育つ。1968年、甲南大学経営学部卒業後、リーガロイヤルホテルの前身に当たる新大阪ホテル入社。リーガロイヤルホテル京都、早稲田等の総支配人、2002年より常務取締役を経て、2007年に社長に就任した。2010年に社長を退任し、相談役となる。2011年より大阪学院大学経営学部教授を務める。